# Милан (провинция)
Мила́н (ломб. Milan [miˈlãː]), Мила́но (итал. Provincia di Milano, ломб. Provincia de Milan) — упразднённая провинция в Италии, в области Ломбардия. Столица — город Милан.
Провинция Милан являлась третьей по плотности населения среди провинций Италии, с числом жителей 2000 на 1 км², уступая только провинциям Неаполь и Монца-э-Брианца. Провинция являлась высокоурбанизированной, за исключением преимущественно аграрной части Parco Sud Milano. 
Второй по занимаемой площади коммуной, после г. Милана, является Аббиатеграссо, но она уступает коммунам Сесто-Сан-Джованни и Чинизелло-Бальзамо по количеству жителей.
Образование новой провинции Монца-э-Брианца, отделённой от провинции Милан в 2009 году, преследовало целью создание единого административного городского совета, который бы мог лучше отражать потребности современного Милана. 
В 2015 году вместо провинции Милан была образована новая территориальная единица Метропольный город Милан.